# Acuicultura en Tonga
La acuicultura en Tonga ha sido responsabilidad del Ministerio de Pesca desde principios de los años setenta. El centro principal para esta actividad es el Centro de Maricultura Sopu en la isla principal de Tongatapu, también  operado por el Ministerio de Pesca y establecido con la asistencia del Gobierno de Japón. En 1982 se experimentó un serio revés como resultado del daño causado por el ciclón Isaac.
El gobierno de Tonga prevé el desarrollo y la gestión de la acuicultura en el país a través de la Ley de Gestión de la Acuicultura de 2003. Existe una inversión continua en acuicultura para especies que muestran el potencial de convertirse en pequeñas industrias y el Centro de Maricultura del Ministerio de Pesca cría almejas gigantes, Pepino de mar y otras especies, incluidas las algas marinas. También ha estado importando sabalote de Kiribati y Fiji, inicialmente para reponer una laguna en la isla de Nomuka, en el sur del Grupo Ha'apai. Existe un considerable interés en una mayor promoción de la acuicultura para aumentar la disponibilidad de proteínas asequibles a base de pescado en los mercados nacionales. 